# 関野沙織
関野 沙織（せきの さおり、1978年12月30日 - ）は、埼玉県出身の元女優である。スタッフ・ポイントに所属していた。
1996年、2000人の中から、メンズノンノ・ガールフレンドに選出された。

## 出演

### テレビドラマ
- コールMe（1997年、テレビ東京）
- ガラスの仮面2（1998年、テレビ朝日） - 演劇部部長 役
- 神様、もう少しだけ 第3話（1998年、フジテレビ）
- 恋の奇跡（1999年、テレビ朝日）
- 青い鳥症候群（1999年、テレビ朝日）
- TBS深夜ドラマ「恋詩物語～ラブソング」（2000年3月29日、TBS）[1]
- 怖い日曜日〜2000〜 第6回「グラジオラス」愛犬の奇跡（2000年8月6日、日本テレビ）
- 2001年のおとこ運（2001年、フジテレビ） - 後藤沙耶 役
- 向井荒太の動物日記 〜愛犬ロシナンテの災難〜 第2話（2001年、日本テレビ）

### 映画
- BLUES HARP（英語版）（1998年）

### オリジナルビデオ
- 亡霊学級 少女の戦慄（1997年） - 主演・みちる 役

### CM
- アルプス電気 マイクロドライプリンタ（1997年）
- 日清食品 カップヌードル
- 永田宝石店
- ホンダ クレア